# Trasporto ferroviario a Cuba

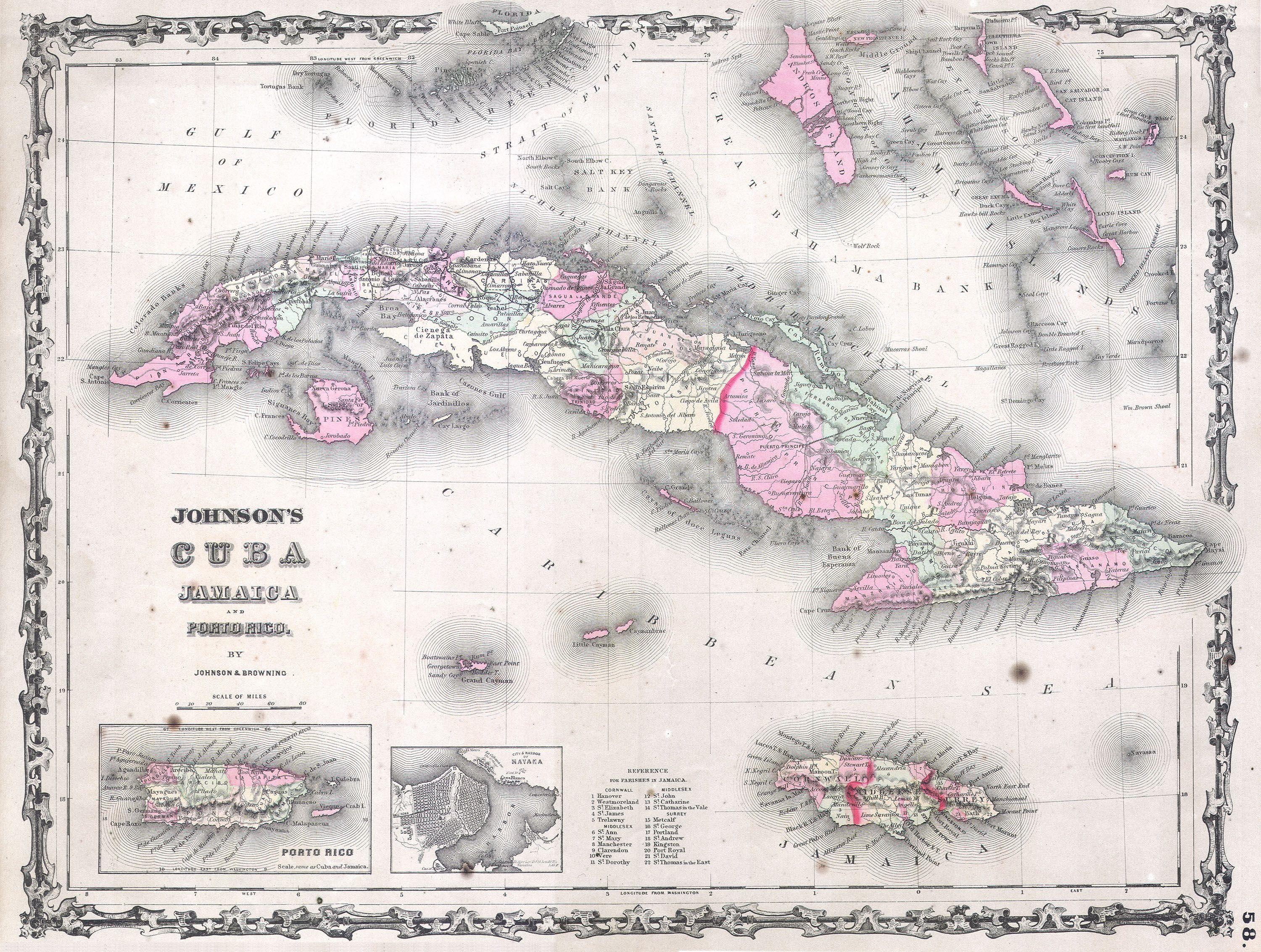
Mappa dell'isola di Cuba del 1861; rete ferroviaria costruita

Il trasporto ferroviario a Cuba è costituito da ferrovie a scartamento normale e ferrovie a scartamento ridotto; usa in maniera preponderante la trazione Diesel ed è diffuso piuttosto capillarmente in tutta l'estensione dell'isola.

## La rete ferroviaria

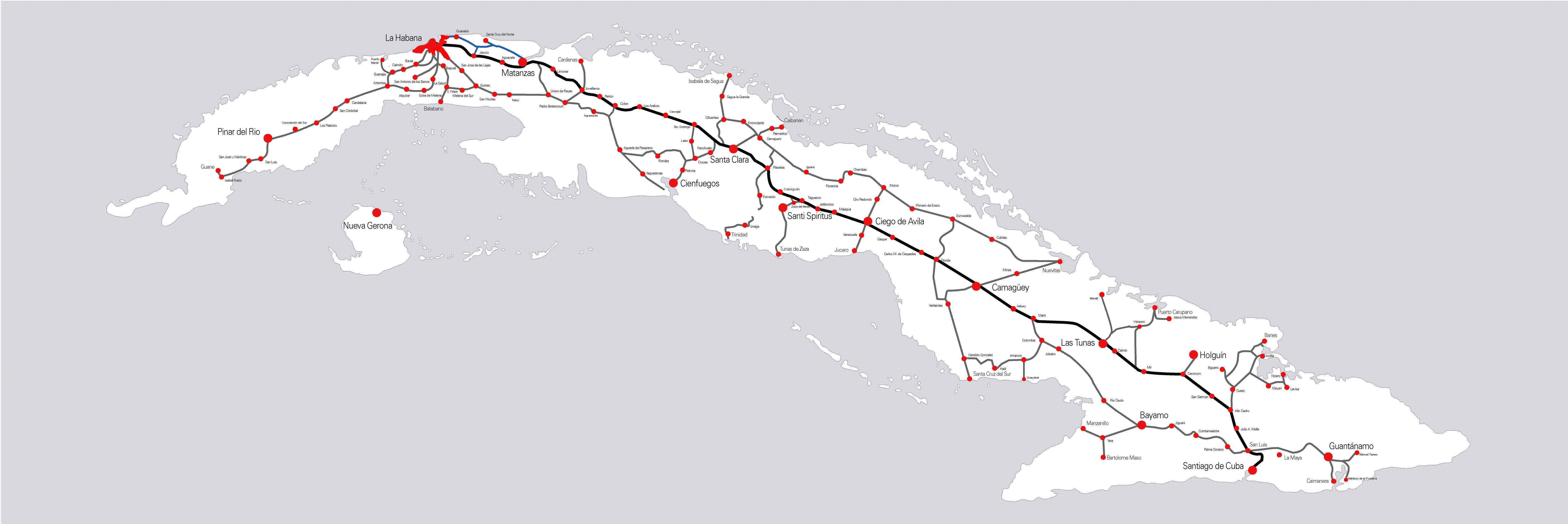
Rete ferroviaria di Cuba

Le ferrovie di Cuba utilizzano lo scartamento normale di 1435 mm da Guane (provincia di Pinar del Río), nella parte più occidentale dell'isola, a Guantánamo nella parte orientale. Le ferrovie a scartamento ridotto sono state, in parte, dismesse trattandosi di quelle "zuccheriere", atte cioè al trasporto di canna da zucchero dalla piantagioni.
La rete ferroviaria nazionale, nel 2010, assommava a 8193 km di ferrovie di cui 5064 km ad uso pubblico. Il rimanente è per uso agricolo (trasporto di canna da zucchero agli impianti di produzione), industriale e minerario. La massima parte della rete utilizza la trazione Diesel, solo la ferrovia Hershey di 124 km è elettrificata). Oltre l'85% delle linee utilizza rotaie da 45 kg/m. La rete collega tutti i capoluoghi di provincia del paese e 6 porti di primo livello (Mariel, L'Avana, Matanzas, Cienfuegos, Nuevitas e Santiago de Cuba). La densità ferroviaria nazionale è di 7,31 km per 10.000 abitanti e di 74,5 km per 10.000 km² di superficie. Il sistema ferroviario trasporta 8 milioni di passeggeri all'anno e 8,5 milioni di tonnellate di merci, di cui più di 4 milioni di tonnellate di merci varie e di 2 milioni di tonnellate di canna da zucchero, zucchero e derivati.
Il parco in funzione nel 2010 era di circa 700 locomotive, di cui 283 UFC e il resto delle ferrovie industriali. La maggior parte di esse usa motori Diesel. A partire dal 2004 è cessato l'uso di locomotive a vapore (escluso che per turismo) molto comuni negli zuccherifici. I carri assommano a circa 40.000, di cui 7508 gestiti dalla UFC oltre a 160 automotrici e 780 carrozze passeggeri
Il treno passeggeri di punta ("Treno N. 1") è un espresso tra l'Avana e Santiago de Cuba che circola sulla linea centrale percorrendone gli 842 km di lunghezza. Altri servizi nazionali di rilievo partono da L'Avana a Pinar del Río, Cienfuegos, Sancti Spiritus, Morón, Holguín, Manzanillo e Guantánamo. L'area metropolitana dell'Avana è servita dalla rete ferroviaria suburbana dell'Avana.

## Rete ferroviaria suburbana dell'Avana

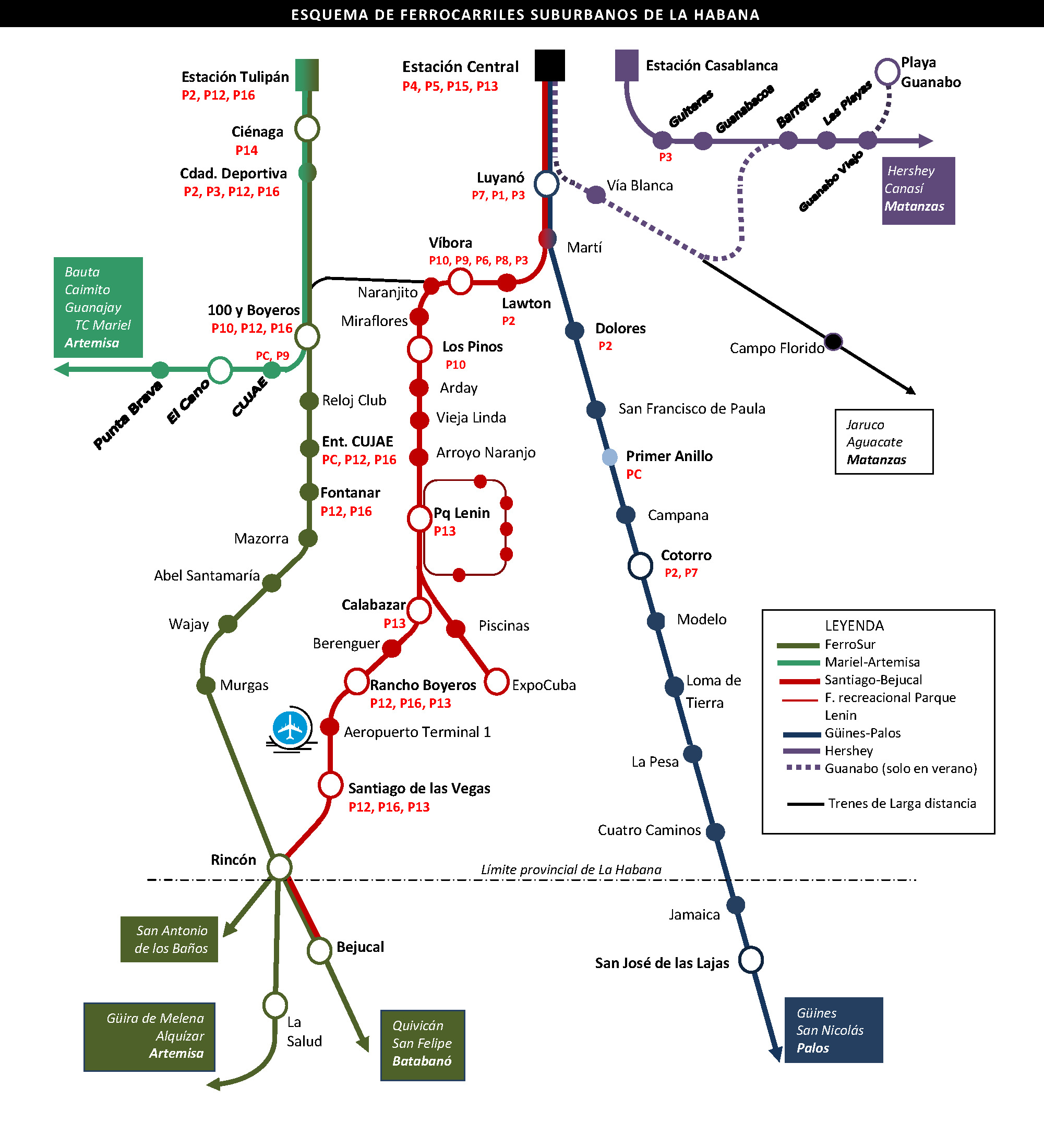
Piano schematico della rete suburbana dell'Avana

La rete ferroviaria suburbana serve al trasporto dei passeggeri dell'area metropolitana dell'Avana e delle zone limitrofe delle province di Artemisa e Mayabeque); non utilizza percorsi dedicati ma le linee delle Ferrocarriles de Cuba e si attesta su tre stazioni.

### Stazione Centrale (con la stazione adiacente "La Coubre")
La Stazione Centrale dell'Avana si trova nel centro storico della città (L'Avana Vecchia) ed è il fulcro della rete ferroviaria di trasporto pubblico nel paese; da essa partono i treni a lunga distanza.
Le destinazioni del servizio suburbano sono: 	
1. Cotorro-San José de las Lajas-Güines-Palos
2. Calabazar-Santiago de las Vegas-Bejucal
3. ExpoCuba (fiera ed esposizione commerciale della capitale)
4. la spiaggia di Guanabo (solo nei mesi estivi, luglio e agosto)

### Stazione "19 de Noviembre" (Tulipán)
Il nome della stazione ricorda la data di inaugurazione (19 novembre 1837) della prima ferrovia a Cuba (e in America Latina). È origine del servizio passeggeri "Ferrosur" che impiega i binari della ferrovia meridionale e quelli dell'occidentale.
Destinazioni:
1. San Antonio de los Baños
2. Güira de Melena-Alquízar-Artemisa (línea ovest)

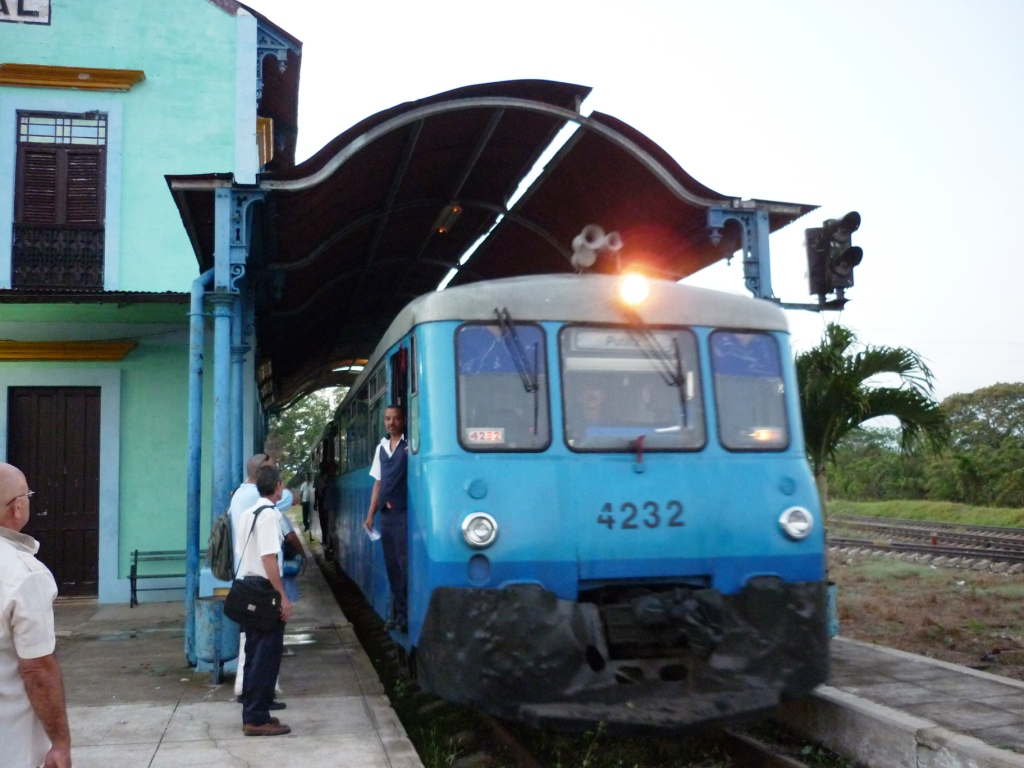
Treno suburbano della linea sud alla stazione di Bejucal

3. Bejucal-Batabanó (línea sud)

### Stazione di Casablanca
Si trova nel quartiere di Casablanca, sul lato orientale della baia dell'Avana, e serve la meta unica di Matanzas. È capolinea della ferrovia elettrica Hershey, l'unica di Cuba, costruita nel 1919. Il servizio è attivo e attraversa i villaggi del comune di Santa Cruz del Norte, il nodo principale della città di Hershey ed entra nella città di Matanzas dalla valle Yumurí. Un servizio di navigazione pubblica attraverso la baia collega Casablanca e L'Avana Vecchia.
Il servizio di trasporto è comunque molto limitato e serve principalmente la zona suburbana e i villaggi che circondano la città di L'Avana. La frequenza dei treni è molto bassa. I convogli sono formati da 2 o 3 carrozze o da automotrici. Il prezzo del servizio ferroviario è molto basso ed è sovvenzionato dallo Stato.

## La rete "zuccheriera"
Le ferrovie zuccheriere si estendono nell'isola per circa 7.700 km costituendo una rete più estesa di quella pubblica tuttavia non costituiscono un complesso omogeneo essendo state costruite conformi alle esigenze dei committenti e con metodologie e tecniche delle più varie. Di fatto esistono un centinaio di piccole reti non collegate tra loro di cui il 65% a scartamento normale e il resto a scartamento ridotto 910, 760 e 600 millimetri. Dipendono tutte dal Ministero dello zucchero ed hanno un parco di circa 30.000 carri merci. La trazione è essenzialmente ancora a vapore, circa 300 macchine.

## Storia

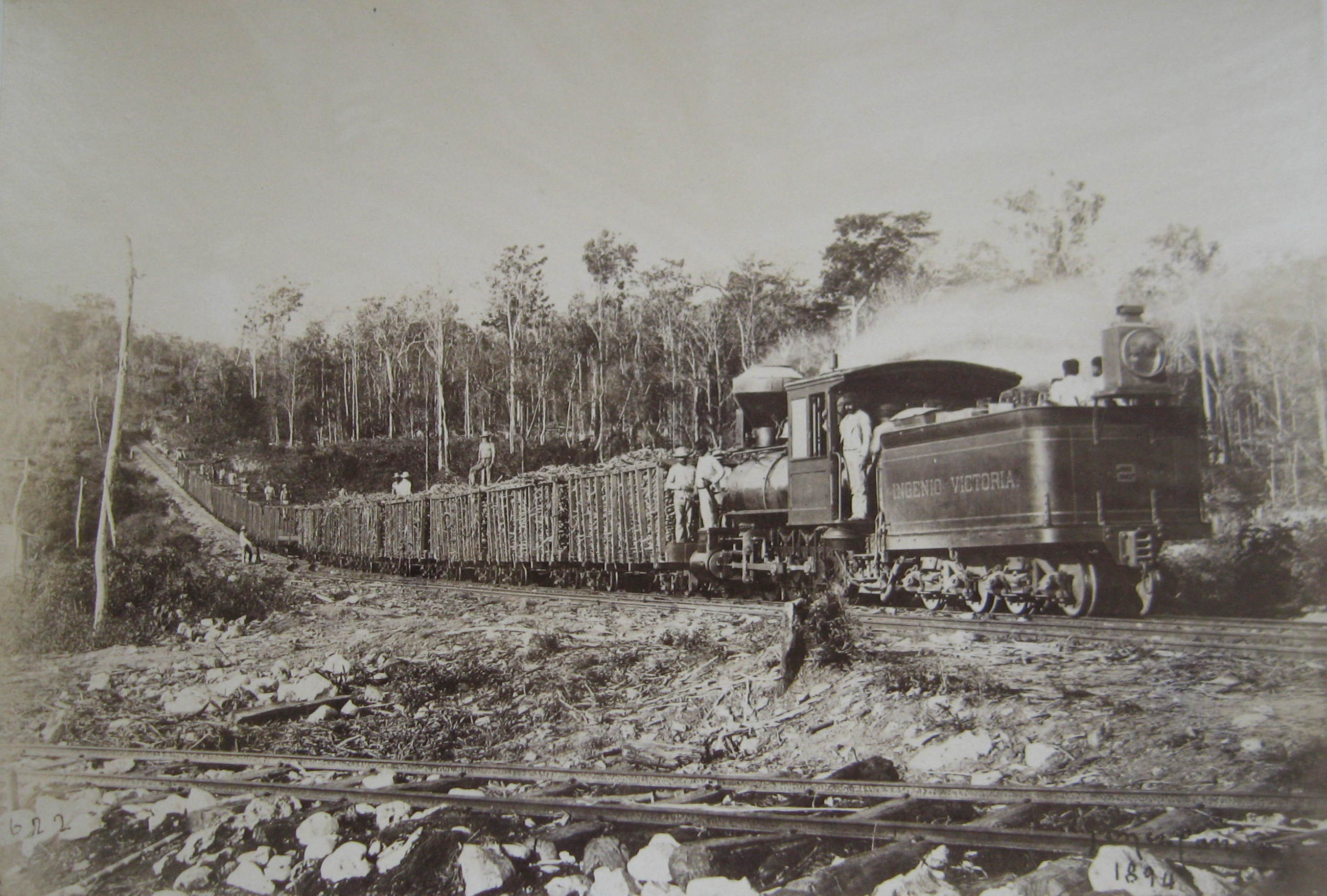
Un treno per trasporto di canna da zucchero nel 1901

### Premesse
L'isola di Cuba ebbe molto presto le sue ferrovie, ancor prima della stessa Spagna di cui era colonia. Il maggiore impulso alla costruzione di ferrovie venne da fatto che l'industria zuccheriera necessitava di un efficace mezzo di trasporto dai centri di produzione a quelli di commercializzazione e di esportazione. Nella fase iniziale di sviluppo, di conseguenza, furono privilegiati soprattutto gli interessi privati. Oltre che nei dintorni della capitale, l'Avana, si svilupparono ferrovie in tutte le aree di produzione zuccheriera partendo da Matanzas, Cárdenas, Cienfuegos e Sagua la Grande, nella zona occidentale e centrale dell'isola in cui era concentrato il grosso della produzione.
La storia ebbe inizio nel 1830 con l'iniziativa presa dal Governatore Francisco D. Vives di creare una giunta per lo studio di una ferrovia tra L'Avana e Güines. Il progetto bloccatosi alla fine dello stesso anno fu ripreso nel 1832 dall'avanese Claudio Martínez de Pinillo divenuto presidente della Real Junta de Fomento dell'Avana.
Il 12 ottobre 1834, il Re di Spagna Ferdinando VII di Spagna, autorizzò la costruzione della linea, la prima dell'isola. Per la sua costruzione la Real Junta de Fomento dell'Avana accese un prestito di 2 milioni di pesos, negoziato in Inghilterra, e affidò l'incarico di direttore dei lavori all'ingegnere nordamericano Alfred Cruger. La costruzione del primo tratto L'Avana-Bejucal, di 27,5 km, fu impegnativa in quanto quest'ultima era più elevata di livello rispetto alla capitale e fu necessaria la costruzione di un viadotto sul fiume Almendares; il 19 novembre 1837 venne aperto all'esercizio. Si trattava della prima ferrovia dell'America Latina.
Il servizio ebbe inizio con le locomotive a vapore denominate, Cubana, Havana, Villanueva e La Comisión, costruite in Inghilterra dalla fabbrica di John Braithwaite. In seguito furono acquisite ulteriori 4 unità denominate Herrera, Escovedo, Villa Urrutia e Cruger (in onore dell'ingegnere direttore dei lavori).
Il 19 novembre 1839 la ferrovia venne completata collegando la capitale alla città di Güines, importante centro agricolo e zuccheriero a sud-est dell'Avana, raggiungendo l'estensione di 44,5 km.

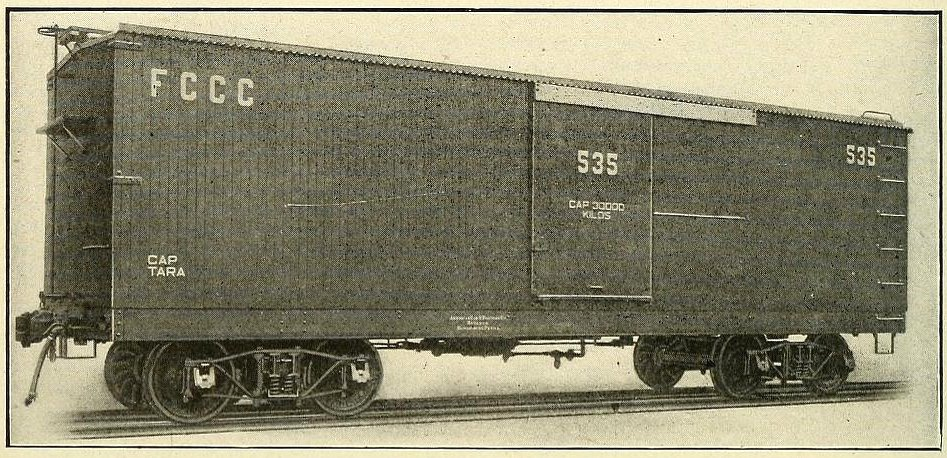
Carro merci a carrelli per l'industria zuccheriera costruito per le ferrovie di Cuba da American Car and Foundry, nel 1906

Già prima tuttavia, nel 1836, Gaspar Betancourt Cisneros aveva costruito a Camaguey (al tempo denominata Puerto Príncipe) il Ferrocarril de Camaguey a Nuevitas, il cui servizio ferroviario avveniva a trazione ippica

### Sviluppo della rete nella parte occidentale

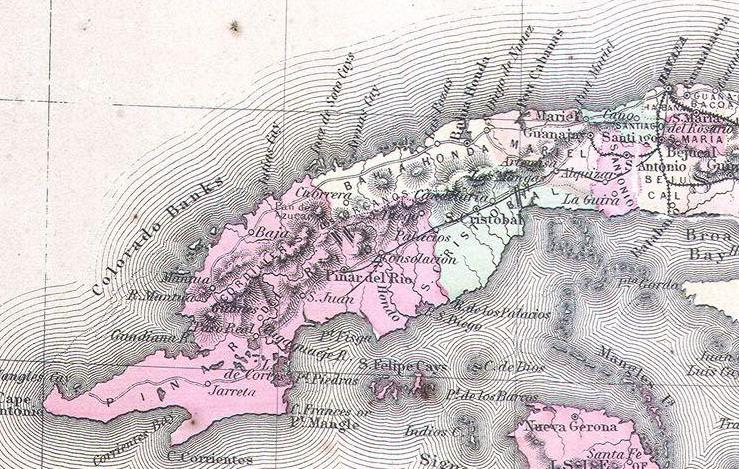
Ferrovie nella parte occidentale di Cuba (1861)

La linea L'Avana-Güines fu messa all'asta pubblica nel 1842 e se l'aggiudicò la Compañia de Caminos de Hierro de La Habana; questa nel dicembre del 1843 attivò la tratta San Felipe-Batabanó, realizzando così il collegamento della capitale con il porto sulla costa meridionale. Nel 1844 fu aperta una tratta, verso ovest, fino a San Antonio de los Baños che raggiunse Guanajay nel 1849. La linea si estese con 17 km aperti nel 1847, 21 km nel 1848 e 21 km nel 1849. Nel 1848 era stata aperta una tratta verso est per Unión de Reyes che si innestava al Ferrocarril de Matanzas realizzando il primo collegamento ferroviario tra L'Avana e Matanzas anche se a costo di una lunga deviazione verso sud. Il collegamento con Matanzas fu migliorato nel 1860 mediante la costruzione di un collegamento diretto con Guines.
Cárdenas fu la seconda città dell'Isola ad avere un suo collegamento ferroviario con l'apertura nel 1840 della linea per Jovellanos (al tempo Bemba). La rete fu gradualmente estesa a sud e sud-est raggiungendo Navajas e Columbus nel 1851 e Los arabos (Macagua) nel 1852. Nel 1843 la Compañia del Ferrocarril de Cárdenas e quella del Ferrocarril del Júcaro erano state connesse; un decennio dopo, nel 1854, le due società si fusero nel Ferrocarril de Cardenas e Jucaro; la rete comune si estese a Martí (1854), Calimete (1871), Aguada de Pasajeros (1885) e Yaguaramas (1888) coprendo infine la metà orientale della provincia di Matanzas e quella sud-occidentale di Las Villas.

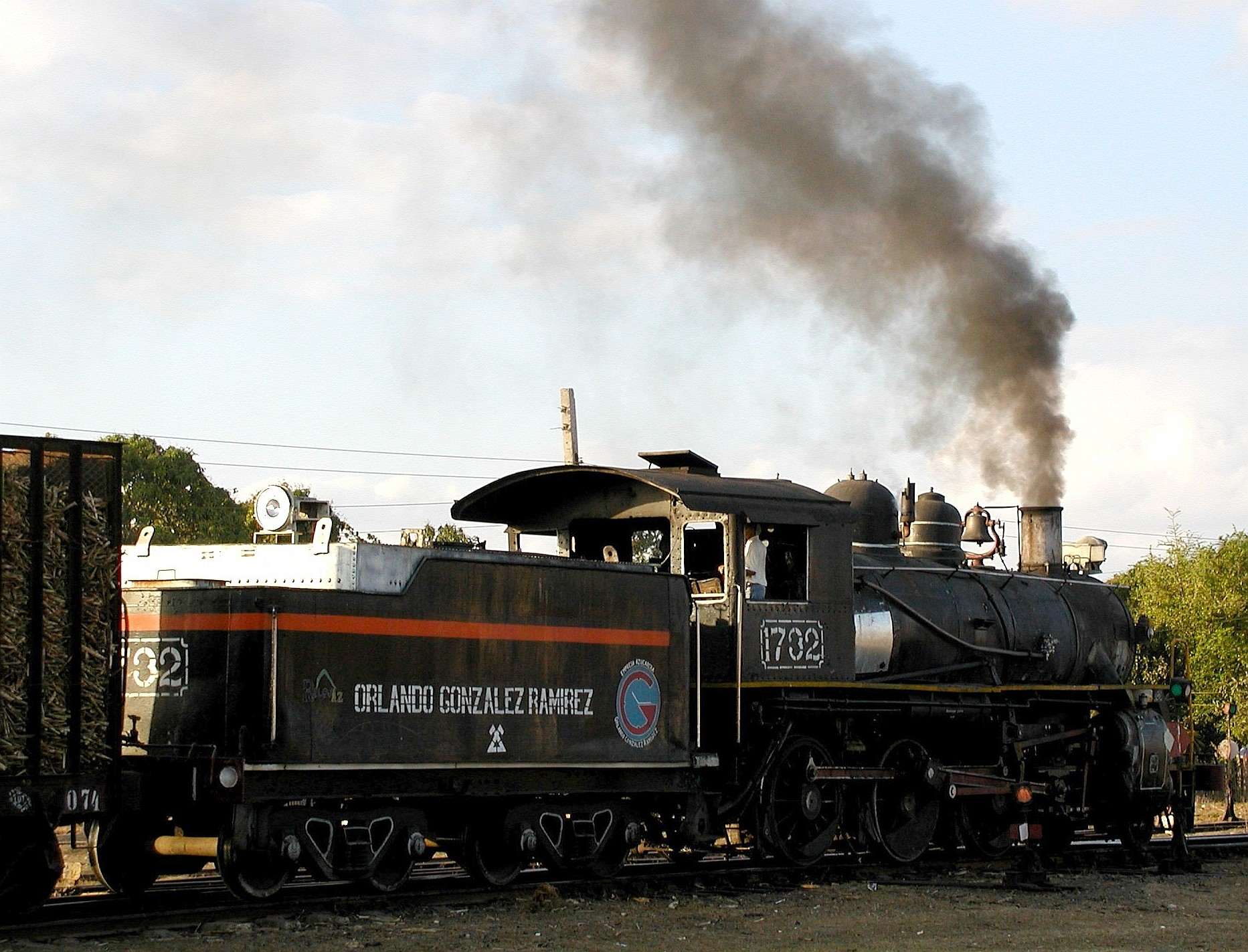
Locomotiva a vapore per trasporto canna da zucchero

La rete del Ferrocarril de Matanzasche iniziava dal porto di Matanzas venne inoltre sviluppata a sud (verso le cosiddette pianure rosse) e poi anche a sud-est, in stretta concorrenza con la rete di Cardenas. La prima linea di Sabanilla (in seguito linea Juan Gualberto Gómez) fu inaugurata nel 1845. Nel 1848 fu prolungata fino a Union de Reyes collegandosi con la ferrovia dell'Avana. Proseguendo verso est, nel 1849, raggiunse Navajas (Pedro Betancourt) connettendosi con il Ferrocarril de Cardenas; si realizzava così il collegamento tra le tre reti principali. Proseguendo ancora vennero raggiunte Agramonte (nel 1864) e Guareiras e Columbus (nel 1869); qui avvenne il collegamento con la "Jucaro" estendendosi poi oltre il fiume Hanábana alla città di Esles, in prossimità di Rodi, a Las Villas (nel 1886). Un ramo meridionale raggiunse Large Jagiiey nel 1878 (tale ramo fu demolito nel 1970).
La città dell'Avana ebbe la sua prima tranvia il 3 febbraio 1859. Nel 1861 fu iniziata la ferrovia occidentale con l'obbiettivo di raggiungere Pinar del Río; la prima sezione raggiunse Calabazar e Santiago de las Vegas entro l'anno, Alquízar nel 1863 e Artemisa nel 1864. Candelaria fu raggiunta nel 1866 e San Cristóbal nel 1871; Pinar del Rio fu raggiunta solo nel 1894.
Nel 1863 venne iniziata la ferrovia da Marianao, all'inizio solo una linea di 12 km, che però ebbe grande influenza sull'espansione del conglomerato urbano occidentale dell'Avana.
Il progetto di una ferrovia centrale lungo tutta l'estensione dell'isola, da L'Avana a Santiago di Cuba, risale al 1853; questo pose le basi per quello che fu poi chiamato Ferrocarril de la Bahía de La Habana con terminale a Regla, che nella sua prima fase si prefisse di raggiungere direttamente Matanzas attraverso il difficile percorso dei rilievi delle Alturas Habana-Matanzas. 
Il primo tratto raggiunse Jaruco nel 1859 e si unì al tratto ferroviario Matanzas-Guines-Ceiba Mocha nel 1862. Oltre Matanzas la società acquisì il ramo già in funzione fino a Coliseo e Jovellanos (appartenente al Ferrocarril de Matanzas). Da Jovellanos si utilizzò la linea ferroviaria di Cardenas per raggiungere Los Arabos. L'estensione Los Arabos-Santo Domingo, concessa alla ferrovia Cardenas e Jucaro, fu completata nel 1869 con il nodo ferroviario di Sagua la Grande che rese possibile il collegamento ferroviario tra l'occidente e il centro dell'isola e alle città di Santa Clara e Cienfuegos, attraverso Cruces.
Anni dopo, nel 1885, fu completato il percorso diretto tra Santo Domingo e La Esperanza, che corrisponde al percorso esistente della linea centrale per Santa Clara. 
Nel 1892 tutte le imprese ferroviarie dell'Avana, eccetto il Ferrocarril del Oeste, si fusero con l'impiego di capitale britannico nella società Ferrocarriles Unidos de la Habana.

### La rete nell'area centrale dell'isola

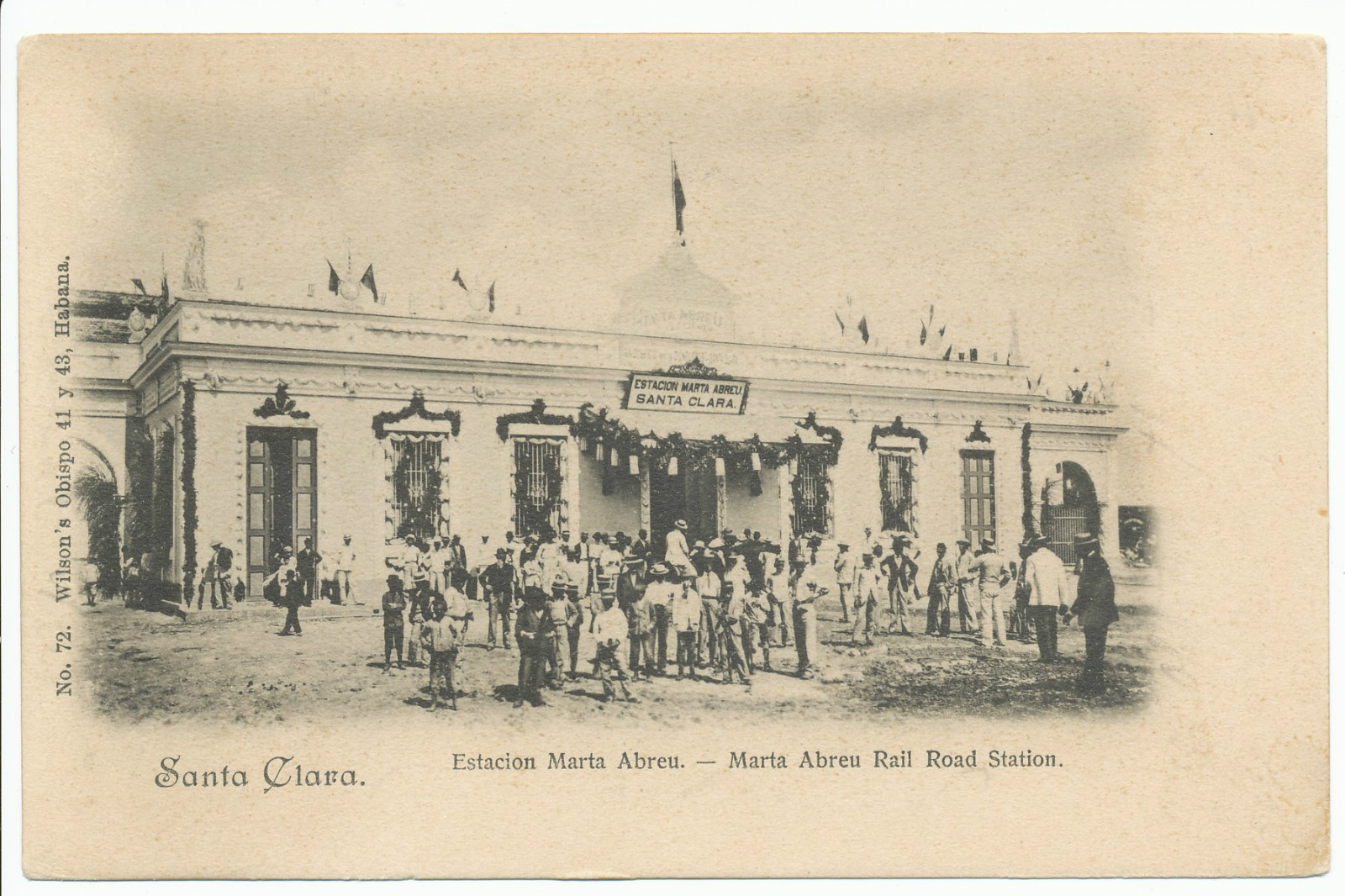
Antica stazione di Santa Clara intorno al 1900

Nella parte centrale di Cuba la ferrovia iniziò a svilupparsi dalle città di Cienfuegos, Remedios e Sagua la Grande. Nel 1847 la prima linea unì il porto di Cienfuegos, a sud, con Palmira; nel 1853 venne raggiunta Cruces, nel 1856 Ranchuelo e Santa Clara (poi Villa Clara) nel 1860.
La ferrovia di Remedios fu aperta nel 1853 tra la città e il porto di Caibarién, sulla costa settentrionale. In seguito fu estesa a sud-ovest, fino a Camajuaní nel 1866 e, nel 1871, raggiunse San Andrés nei pressi di Placetas. Il nodo centrale della rete si attestò sul porto di Caibarién con la costruzione della ferrovia a scartamento ridotto Caibarien-Zulueta-Placetas nel 1878. La società aveva in progetto il raggiungimento del villaggio di Sancti Spiritus ma questo non venne mai realizzato.
La rete più estesa dell'area centrale di Cuba si sviluppò a Sagua La Grande. Il primo tronco a scartamento largo fu costruito nel 1855 tra il porto di Isabela e la città di Sagua. La linea raggiunse Cifuentes nel 1858 e Santo Domingo e Cruces nel 1860 congiungendosi così alla Ferrocarril de Cienfuegos. Si stabiliva in tal modo il collegamento tra il nord e la costa meridionale, nell'area centrale del paese. Successivamente ad est, a Encrucijada, fu costruito un ramo che raggiunse Camajuaní nel 1890 collegando le tre reti principali. Si estese poi verso ovest, partendo dal nodo di Sagua, raggiungendo Quemado de Güines e Corralillo nel 1888.
Nel 1899 anche le tre società dell'area centrale dell'isola si fusero costituendo le Cuban Central Railways a capitale inglese e sede a Sagua la Grande.

### La rete nel settore orientale dell'Isola

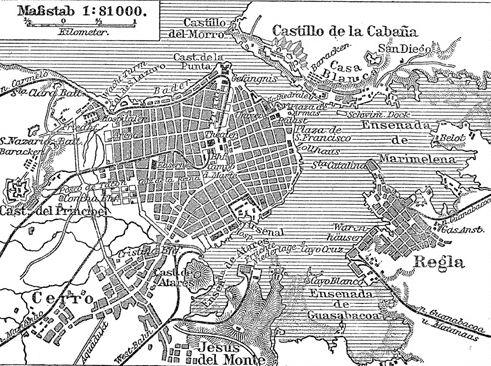
Mappa dell'Avana (1888); le ferrovie e i raccordi portuali

A differenza delle parti occidentale e centrale, fino al 1898, l'area orientale dell'isola a est di Santa Clara e Caibarién non fu interessata che marginalmente dallo sviluppo ferroviario. Tra le cause vanno annoverate la bassa densità di popolazione, l'orografia difficile, lo scarso sviluppo dell'industria dello zucchero e infine anche la prima guerra di indipendenza di Cuba (1868-1878).
La costruzione della ferrovia tra Camagüey (al tempo Porto Principe) e il porto di Nuevitas, sulla costa nord, ebbe inizio nel 1836 da Gaspar Betancourt Cisneros con una estensione prevista di 72 chilometri. Era la seconda in ordine di tempo dell'isola di Cuba; la prima sezione fu aperta il 10 gennaio 1837, nei pressi di Nuevitas fu completata nel 1846 ma Puerto Príncipe fu raggiunto cinque anni dopo, nel 1851.
Nel 1844 da Santiago de Cuba (Punta Sal) fu costruita una ferrovia a scartamento ridotto per raggiungere le miniere di rame in un'area dal tracciato difficile; il progetto fu curato dall'ingegnere francese Julio Sagebien, che ebbe un ruolo importante anche per le ferrovie di Cienfuegos-Guantánamo e dall'ovest a L'Avana. Successivamente, nel 1859, ebbe inizio la costruzione della prima ferrovia che valicò la Sierra Maestra, da Santiago attraverso la valle centrale della provincia orientale, raggiungendo San Luis nel 1865 e facilitando così l'accesso dalla capitale orientale nell'isola. Questo percorso è mantenuto fino ad oggi.
Trinidad, nel centro sud dell'isola, ebbe la sua ferrovia nel 1856 collegando la città con il vicino porto di Casilda. I proprietari terrieri promotori della linea intendevano raggiungere Sancti Spiritus ma si preferì estendere la linea fino al porto meridionale di Tunas de Zaza, entrato in funzione nel 1864. Tra Guantánamo e il porto di Caimanera fu costruita una breve ferrovia nel 1858 prolungandola successivamente per tutta la valle di Guantánamo.
La ferrovia ad uso militare Jucaro-Moron fu costruita dagli spagnoli durante la guerra dei Dieci Anni per contenere l'avanzata delle truppe indipendentiste cubane verso ovest. La prima sezione, lasciato il porto meridionale di Jucaro si estendeva per qualche chilometro nel 1871. La ferrovia fu abbandonata dopo la fine della guerra (nel 1878) e poi ricostruita, durante la guerra del 1895 e completata nel 1897.
La ferrovia di Holguín che collegò la città con il porto di Gibara fu costruita nel 1893 e rimase in funzione fino al 1958. Nei dintorni della città di Banes e fino all'imbarcadero fu in funzione, dal 1888, la ferrovia dei fratelli Dumois.

## Le ferrovie cubane a fine secolo XIX

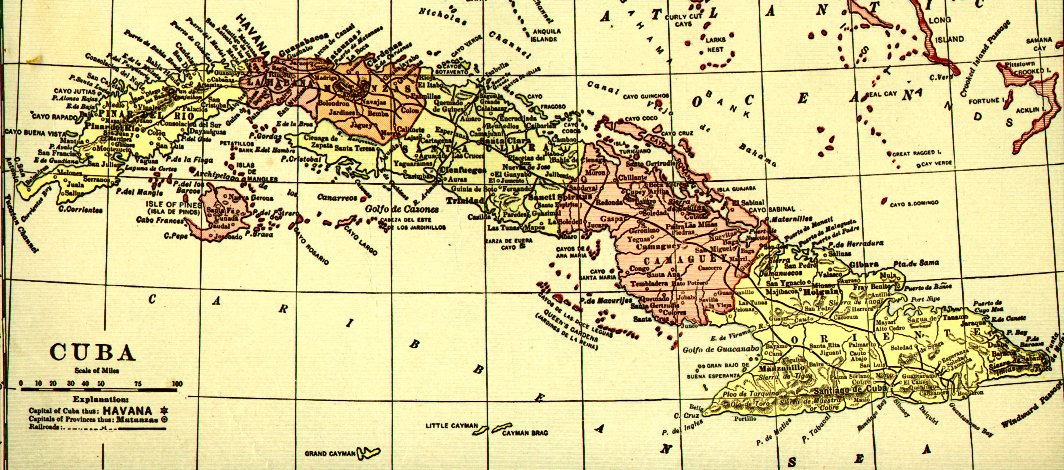
Mappa di Cuba del 1910; le ferrovie esistenti

### L'espansione
Alla fine del XIX secolo le ferrovie entrarono in crisi a causa della perdita di interesse delle compagnie zuccheriere proprietarie i cui profitti erano calati a causa del crollo del prezzo dello zucchero. Si aggravò inoltre il divario economico tra la metà occidentale dell'isola e quella orientale con seri riflessi sulle condizioni della rete ferroviaria già limitata e sconnessa in quella parte dell'isola. In tale fase le ferrovie caddero sotto il controlli di investitori anglosassoni e in misura minore americani. Dopo il primo intervento militare degli Stati Uniti aumentarono gli interessi anche sulle ferrovie. A William van Horne è attribuito il ruolo di principale promotore dell'opera più notevole di sviluppo delle ferrovie cubane nel XX secolo: la cosiddetta Ferrocarril de Cuba  (Cuba Railroad, controllata dalla compagnia zuccheriera statunitense Cuba Company), spina dorsale dell'isola, che unisce Santa Clara e Santiago de Cuba con un percorso di 573 km che in gran parte segue l'asse longitudinale. I lavori furono eseguiti a tempo di record tra il 1898 e il 1902 con capitale americano, sotto il governo interventista, avanzando su quattro fronti, da Santa Clara a ovest e da San Luis a est nonché da due punti intermedi: Camagüey e Ciego de Ávila. Fu ufficialmente inaugurata il 22 novembre 1902 dal presidente Tomás Estrada Palma. Nel maggio dello stesso anno Cuba aveva ottenuta l'indipendenza formale dagli USA iniziando il periodo repubblicano.
Il Ferrocarril de Cuba, che aveva sede e officine nella città di Camagüey, venne completato con varie diramazioni (tra cui quella per il porto di Nuevitas, lo scalo zuccheriero più importante) e raggruppò in un'unica rete le linee locali esistenti nella regione orientale raggiungendo nel 1911 la lunghezza di 935 km. Anche la ferrovia di Sancti Spiritus fu collegata nel 1903 con un ramo che partiva da Zaza del Medio. Holguin fu collegata con un ramo da Cacocum nel 1906. Parallelamente alla linea centrale, a sud di essa, fu costruito tra il 1908 e il 1911, un esteso ramo diramato da Martí a Camagüey, attraverso la valle del Rio Cauto, Bayamo, la valle centrale della provincia orientale e Palma Soriano, fino a incontrare di nuovo la linea centrale a San Luis. A Bayamo fu costruita anche una linea tra la città e il porto di Manzanillo nel 1911. Nel 1905 il capolinea nord della ferrovia orientale fu stabilito nel porto di Antilla, nella Baia di Nipe, per mezzo di un ramo da Alto Cedro a Cueto. 

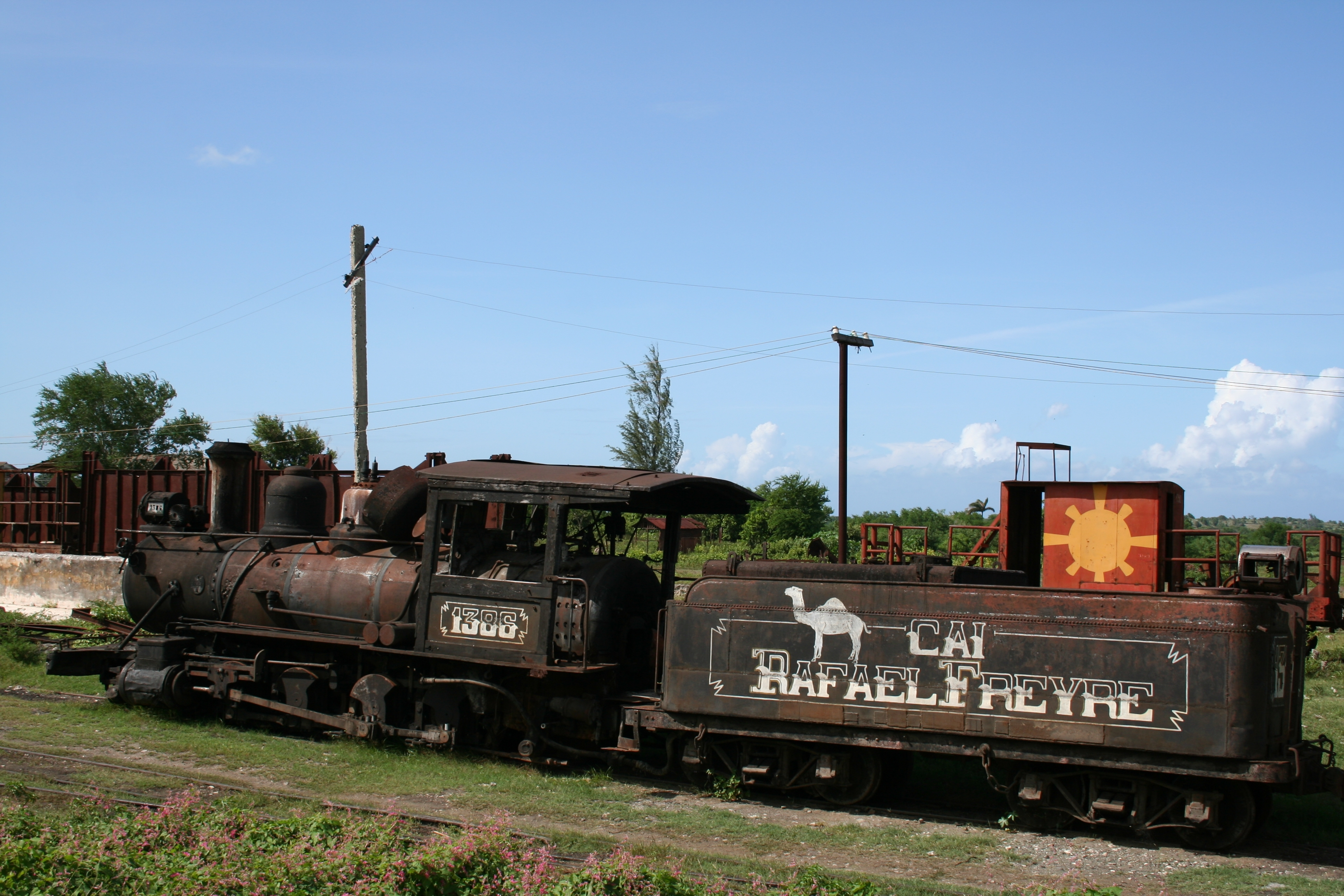
Locomotiva a vapore Rafael Freyre N.1386 a scartamento ridotto; costruita da Baldwin nel 1919

La Ferrovia di Guantánamo fu estesa verso ovest per unirla alla linea centrale e nel 1907 anche a San Luis, che divenne in tal modo il nodo principale dell'Oriente, status che continua ancora..
Anche nei settori occidentale e centrale furono fatti dei progressi. La Ferrovia occidentale raggiunse Guane, all'estremità occidentale dell'isola, nel 1908. All'Avana nacquero le ferrovie elettriche suburbane Regla-Guanabacoa (1900), L'Avana-Guanajay e l'Avana-Guines. Venne creata la cosiddetta Linea Sur delle Ferrocarriles Unidos de La Habana costituita dalle linee, Havana-Guines-Union de Reyes, dal Ferrocarril de Matanzas Unión-Esles e dalla tratta di connessione alla ferrovia di Cienfuegos, via Palmira, dal ramo di Central Parque Alto (Congojas, Rhodes); tale connessione creò un collegamento alternativo alla linea centrale tra l'Avana e Cienfuegos. Il 30 novembre 1912 fu inaugurato l'edificio monumentale della nuova stazione Centrale dell'Avana progettata dall'architetto nordamericano Kenneth McKenzie Murchison e costruita nell'area dell'Arsenale, nei pressi del porto.
Nel secondo decennio del secolo la rete ferroviaria continuò la sua espansione. Trinidad fu collegato alla rete nel 1919 mediante una linea diramata di 90 km da Placetas attraverso il catena montuosa di Escambray fino al fiume Agabama scavalcato dal più lungo viadotto di Cuba, a 52 m di altezza e per una lunghezza di 250 m. Tale linea rimase operativa fino al 1988, quando una piena del fiume travolse e abbatté il viadotto
Nel 1916 fu aperto un nuovo collegamento tra L'Avana e Matanzas, il Ferrocarril eléctrico de Hershey, con un percorso lungo la costa settentrionale costruito dalla società americana Hershey Chocolate Company essenzialmente per il trasporto di zucchero ma con annesso trasporto pubblico di passeggeri. La ferrovia diede inizio alle comunicazioni in una regione ad orografia difficile e fino ad allora poco sfruttata divenendo il fattore principale dello sviluppo di Santa Cruz del Norte. Furono inoltre costruite diramazioni per Cojímar, Bainoa, Aguacate, Guanabo e infine Jaruco nel 1931. Il collegamento, ancora attivo, è l'unico a trazione elettrica dell'isola e rappresenta un'attrazione turistica per il pittoresco paesaggio delle alture di Havana-Matanzas e della Valle di Yumurí.

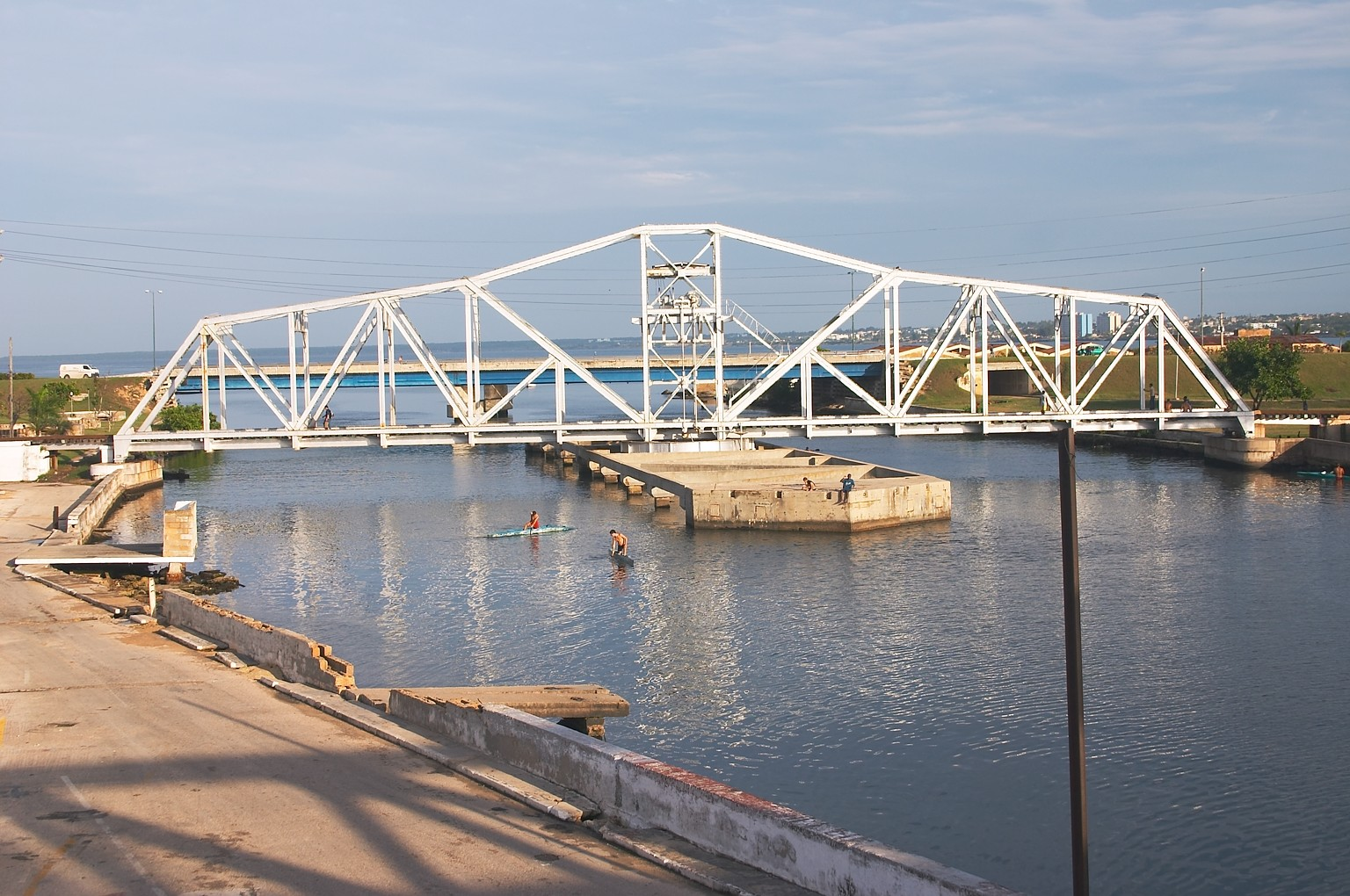
Ponte ferroviario girevole a Matanzas

Le reti ferroviarie che fornivano servizi per l'industria dello zucchero, per il trasporto di canna da zucchero e di comunicazione con i porti crebbero sensibilmente nella metà orientale del paese. Alcune raggiunsero l'estensione di centinaia di chilometri, come la rete di Preston (292 km), di Banes (centrales Boston y Tacajó, 228 km) e di Chaparra (Jesús Menéndez), tutte di proprietà americana. Le reti di Banes e di Preston, unificate nel 1935 dalla United Fruit Company raggiunsero l'estensione di 542 km. Molte di queste reti private offrivano anche il trasporto pubblico di passeggeri. Il Ferrocarril de Chaparra, costruito tra il 1900 e il 1912, riguardò la regione di Puerto Padre e si collegò alla Ferrocarril Central nel 1920 offrendo una rete di 130 km per il trasporto pubblico. Il ramo meridionale verso Francisco centro (poi comune di Amancio) e il porto di Guayabal fu collegato al Ferrocarril Central nel 1913. Anche la ferrovia Las Tunas-Manatí contribuì ad espandere la rete in quella regione nel 1924.
L'ultimo grande progetto ferroviario a Cuba fu la Ferrovia del Nord tra Nuevitas e Santa Clara, propugnata da José Miguel Tarafa, imprenditore ed ex colonnello dell'Esercito di Liberazione. Questo percorso fornì un'alternativa alla linea centrale nel centro-est del paese e contribuì all'espansione della industria zuccheriera nelle vaste aree della ex provincia di Camagüey. Il fulcro della rete di 330 km, è la città di Morón dove si connette con il vecchio Ferrocarril de la Trocha, acquisito dalla stessa società. I primi 40 km entrarono in esercizio nel 1917. Nel 1919 la linea era stata estesa da Nuevitas a Chambas, 285 km, (Chambas poi era stata collegata a Caibarién da una ferrovia a scartamento ridotto, non più esistente). Nel 1918 fu costruito anche un ramo tra Esmeralda e Florida. Tra il 1927 e il 1930, la linea fu estesa a nord fino a Santa Clara come terminale occidentale; ciò trasformò la città in un nodo di primaria importanza per la rete nazionale. Nel 1923 un ramo da Camaguey a Santa Cruz del Sur collegò la costa nord e sud della provincia di Camaguey.
Nel complesso, tra il 1898 e il 1929, le linee per servizio pubblico aumentarono del 400%. Nel suo periodo di massimo sviluppo (nel 1930) la ferrovia cubana raggiunse 6.012 chilometri di linee pubbliche e 8500 km di linee private (per lo più del settore dello zucchero). Dopo il 1930 vennero realizzate solo poche opere ferroviarie anche in conseguenza dello spostamento su strada del trasporto, della crisi economica globale del periodo e della stagnazione del settore zuccheriero.

### Il consolidamento

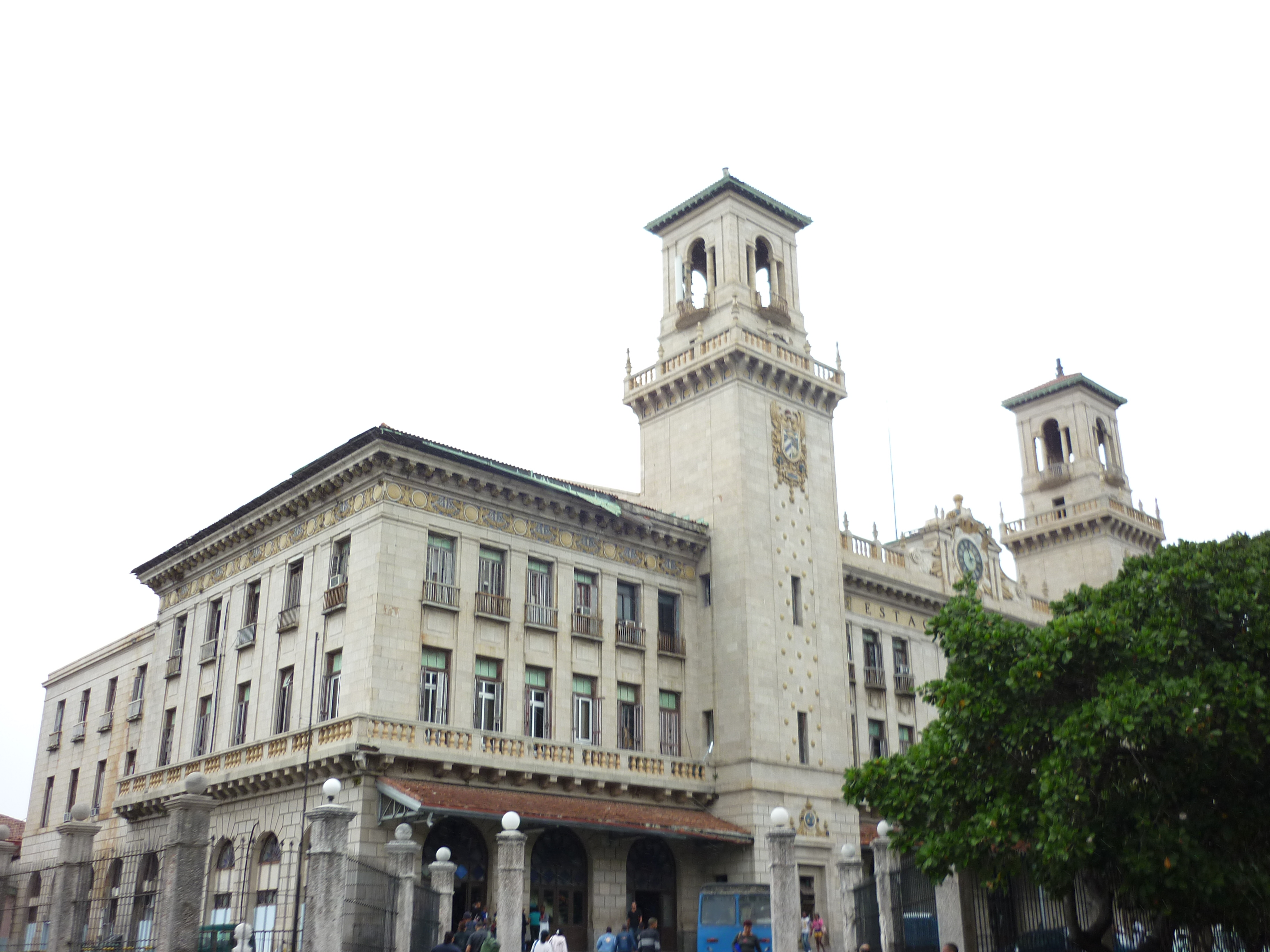
Stazione centrale dell'Avana (vecchia)

La ferrovia cubana comprende le reti costruite dalle ex aziende ferroviarie che erano di massima collegate a compagnie produttrici di zucchero. Nel 1852 erano state costruite 560 km di ferrovie che erano salite a 1.300 km di estensione nel 1868. La diffusione delle reti seguiva gli alti e bassi dell'esportazione di zucchero e nel periodo di massimo splendore raggiunse gli 8.000 km dei quali circa la metà a scartamento normale per il trasporto di zucchero e la restante a scartamento ridotto per il trasporto di canna da zucchero dalle piantagioni agli stabilimenti.
La progettazione irrazionale di linee parallele e concorrenti le destinava di fatto ad essere antieconomiche; presto iniziarono le fusioni delle diverse compagnie ferroviarie. Nel 1906, le Ferrocarriles Unidos de la Habana assorbirono il Ferrocarril de Matanzas e le Ferrocarriles de Cárdenas y Júcaro. Nel 1912, la stessa società dell'Avana assorbì il Ferrocarril de Oeste (società ferroviaria occidentale). Il 30 novembre 1912 veniva inaugurava ufficialmente la stazione dell'Avana da parte della compañía Ferrocarriles Unidos de Cuba y de la Havana (Ferrovia Centrale); era stata costruita dalla società Snare Twiests su progetto degli architetti Stickney e Mac Nicol.
Nel 1921 le Ferrocarriles Unidos acquisirono la ferrovia della regione centrale dell'isola, Cuban Central Railway e cercarono di legalizzare l'acquisto del Ferrocarril del Oeste acquisendo così il monopolio della rete ferroviaria dell'intera parte occidentale di Cuba, con 2719 km di tratto. La società rimaneva a preponderante capitale inglese.
Altre si fusero nel corso degli anni venti o vennero incorporate per legge nelle "Ferrocarriles Consolidados de Cuba".
Il sistema ferroviario cubano degli inizi del XX secolo poteva essere raggruppato essenzialmente in: 
- Cuba Railroad (Ferrocarriles de Cuba) con la rete dei settori centrale e orientale dell'Isola.
- Ferrocarriles Consolidados de Cuba che controllava la Ferrocarriles del Norte de Cuba (Cuba Northern), fondata nel 1916 dal colonnello Jose M. Tarafa e incorporata nel 1924. Tale società aveva costruito la linea più nord, in parallelo alla principale Camaguey-Santa Clara tra Nuevitas, Morón, Florencia e Camajuani con lo scopo principale del trasporto di zucchero dagli zuccherifici Violeta, Velasco e altri verso Nuevitas, il più grande porto al mondo di esportazione dello zucchero[17]. Nel 1923 il colonnello Tarafa aveva approntato un progetto di legge (entrato in vigore nel 1924) che autorizzava la fusione con la Cuba Railroad Company (fondata nel 1902 con lo scopo di collegare l'Avana e le ferrovie orientali con Camagüey dal canadese William Cornelius Van Horne) e con il Ferrocarril de Camagüey-Nuevitas[18].
- L'altro grande gruppo era costituito dalla United Railways of the Havana and Reglas Warehouses società registrata in Inghilterra a capitale essenzialmente inglese che controllava la Havana Central Railway a capitale americano[10].

### 1940-1959: il periodo difficile
Durante la seconda guerra mondiale le ferrovie cubane ebbero grandi difficoltà di approvvigionamento di carburante oltre che di una generalizzata mancanza di risorse; ciò comportò il trasferimento su strada di buona parte del trasporto ferroviario. Ciononostante negli anni quaranta vennero movimentati una media di 3,4 milioni di passeggeri e 10 milioni di tonnellate di merci l'anno. Le linee di autobus si estesero a tutta l'isola e correvano parallele alle linee ferroviarie esistenti in sostituzione programmata del trasporto ferroviario di passeggeri.
Dopo il 1945 vennero acquistati nuovi veicoli, dieci locomotive a vapore "Mikado" per il trasporto dello zucchero e locomotive diesel-elettriche per i principali treni Santiago de Cuba-Avana. Nel febbraio 1951 venne istituito il servizio di prima classe tra Camagüey e L'Avana (circa nove ore di percorso, con servizio di ristoro al posto); fu anche attrezzata con aria condizionata un'automotrice.
Nel 1953, a causa della difficile situazione economica delle società ferroviarie, il governo di Fulgencio Batista ne decise la nazionalizzazione creando una joint venture denominata Ferrocarriles Occidentales de Cuba (Ferrovie occidentali di Cuba). Nell'est dell'isola, le Ferrocarriles Consolidados de Cuba (2763 km) nate nel 1924 in seguito alla fusione di Ferrocarril de Cuba, Ferrocarril del Norte de Cuba e della Camaguey and Nuevitas Railway Company, a capitale statunitense assorbirono anche la ferrovia de Las Tunas e tra il 1948 e il 1949 la ferrovia di Guantánamo. Questa società ebbe il predominio quasi esclusivo della metà orientale del paese con 2295 km di linee.

## Le ferrovie nazionalizzate dopo la Rivoluzione

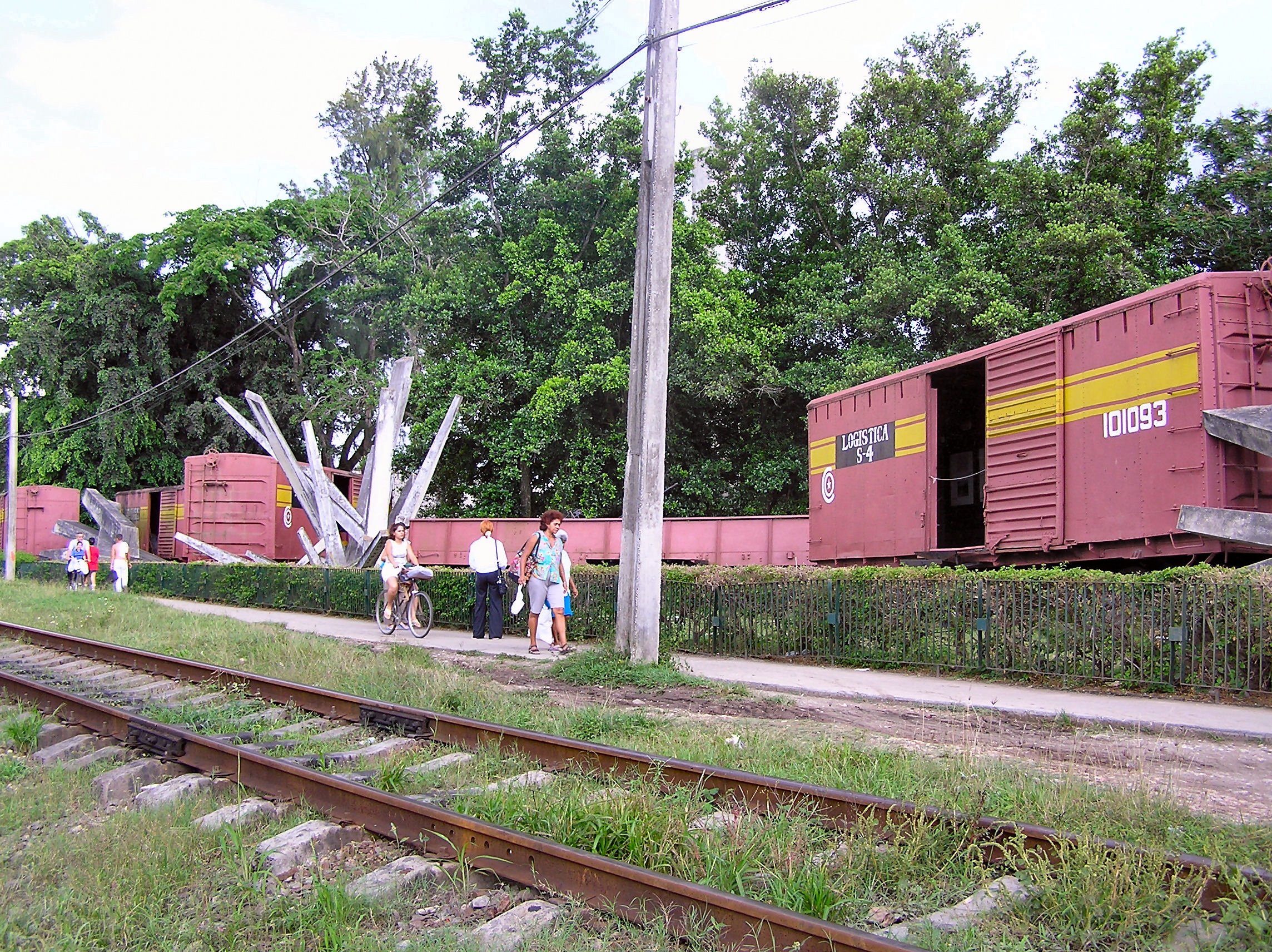
Memoriale della battaglia di Santa Clara; treno blindato distrutto

La distruzione del treno blindato del dittatore Fulgencio Batista da parte dei rivoluzionari durante la battaglia di Santa Clara nel mese di dicembre 1958 rappresenta una delle tappe più importanti della Rivoluzione cubana. Dopo il trionfo di quest'ultima nel 1959, il nuovo governo guidato da Fidel Castro nazionalizzò le ferrovie, creando il 30 giugno 1961 la Empresa Consolidada de Ferrocarriles Nacionales. Nel frattempo le ferrovie zuccheriere, anche se nazionalizzate, continuarono ad essere gestite separatamente dagli stessi centri di produzione, sotto l'egida del Ministero della Zucchero (MINAZ), fino alla scomparsa di tale organismo nel 2010; in seguito a ciò le Ferrocarriles Nacionales divennero Union de Ferrocarriles de Cuba (UFC).
Dopo il 1961, quando venne deliberato l'embargo statunitense contro Cuba, divenne difficile per il paese ottenere nuove attrezzature ferroviarie e pezzi di ricambio di origine statunitense. Tuttavia, tra il 1963 e il 1966, British Rail vendette locomotive all'isola. Tra il 1964 e il 1965 furono importate in totale 80 locomotive da URSS, Francia e Inghilterra. Per i treni a lunga percorrenza nazionali tra il 1975 e il 1978 furono acquistate 320 tra unità motorizzate e rimorchiate dalle Ferrovie argentine di produzione Fiat Materfer (Argentina).
Stabilitosi il sistema socialista sull'isola, l'economia cubana fu orientata principalmente agli scambi commerciali con l'Unione Sovietica e il blocco orientale europeo. Questo consentì l'acquisto di materiale ferroviario a condizioni favorevoli e progetti di risanamento sotto consulenza sovietica. Nel 1972 nacque il programma di sviluppo di una nuova ferrovia a Cuba.

### Ricostruzione del Ferrocarril Central
Il progetto più ambizioso del periodo rivoluzionario fu la ricostruzione del Ferrocarril Central. I lavori iniziarono nel 1970 e terminarono nel 1984; furono ricostruiti 1.291 chilometri di binari, eseguiti 1.888 km di lavori in terra; 229 ponti, 909 opere di ingegneria e ricostruite tutte le stazioni passeggeri e gli edifici tecnici tra L'Avana e Santiago de Cuba. Il 29 gennaio 1975 il primo tratto tra Santa Clara e Placetas fu inaugurato "personalmente" da Fidel Castro operando su una locomotiva sovietica tipo M 62-K. Nel 1977 la ristrutturazione tra L'Avana e Santa Clara era completa. La ricostruzione comportò modifiche e rettifiche di tracciato, tra cui la più importante, da Matanzas a Limonar, fu costruito un nuovo ponte sul fiume Canimar nei pressi di Placetas, tra Guayos e Siguaney, in Sancti Spiritus col nuovo ponte sul fiume Zaza) e tra Mella, San Luis e Santiago de Cuba. L'ultimo tratto di accesso alla città fu completamente cambiato per realizzare una pendenza inferiore e fu costruita una nuova stazione terminale.
Il tracciato della Ferrovia Centrale venne ridisegnato per svincolarlo dal centro urbano delle città di Limonar, Jovellanos, Colon, Los Arabos, Santo Domingo, Esperanza, Cabaiguán, Taguasco, San Germán, Alto Cedro, Mella, San Luis e Dos Caminos. Gli impianti ferroviari di Matanzas e di Santa Clara furono ricostruiti (con una nuova stazione) e con una linea di circonvallazione.. La velocità di esercizio per i treni passeggeri degli 862 km della linea centrale tra L'Avana e Santiago fu elevata fino a 120 km/h. Un nuovo impianto per la saldatura delle rotaie fu costruito in Placetas, nell'ambito dell'investimento

### Museo del Ferrocarril

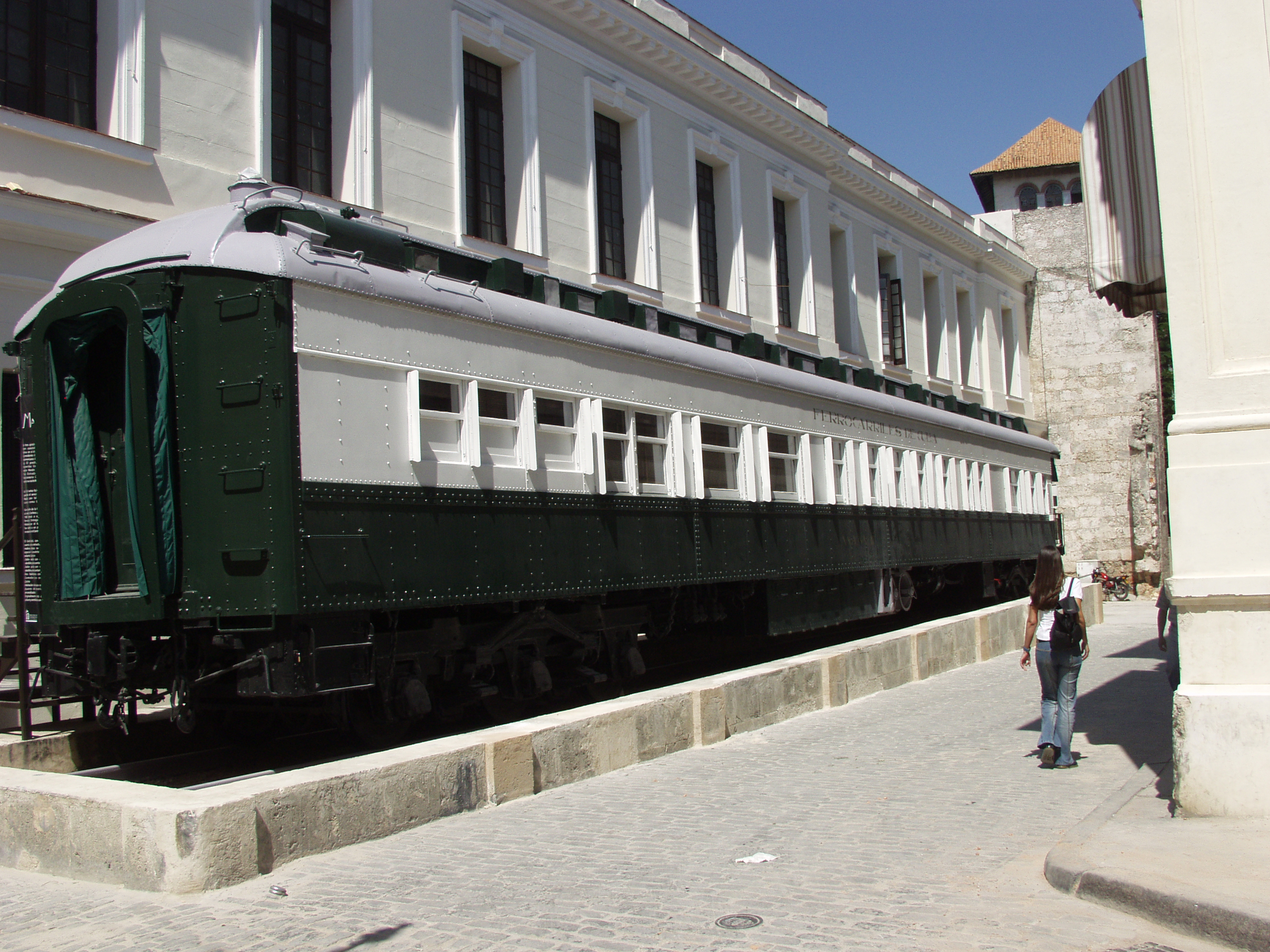
Carrozza salone presidenziale delle ferrovie cubane restaurata

Il 19 novembre 2000 fu inaugurato il Museo del Ferrocarril de Cuba (Museo della ferrovia di Cuba) a L'Avana nella Stazione di Cristina, l'antico terminale del Ferrocarril Oeste. Il museo, che dipende dalla Empresa de Ferrocarriles Metropolitanos espone una ricca collezione di locomotive a vapore, tra cui la più antica di Cuba, "La Junta" del 1842. Il patrimonio ferroviario cubano conta 36 locomotive a vapore centenarie realizzate tra il XIX secolo e il primo decennio del XX, delle quali 35 di fabbricazione statunitense,.
Con la demolizione di molti zuccherifici nel decennio 2000-2010, alcuni di essi sono stati convertiti in musei che presentano tra l'altro parti del proprio materiale ferroviario. Treni a vapore turistici circolano a Cárdenas, Holguin (Rafael Freyre), Trinidad e L'Avana. Un altro piccolo museo, relativo alla prima ferrovia cubana è operativo nella stazione di Bejucal.

## Le ferrovie a Cuba negli anni duemila

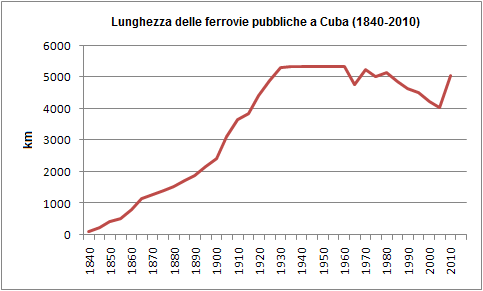
Grafico dello sviluppo delle ferrovie pubbliche tra il 1840 e il 2010

La disintegrazione dell'URSS nel 1991 e il crollo dell'economia socialista ebbero come conseguenza anche una grave crisi dell'economia cubana con gravi ripercussioni sul trasporto ferroviario; si ebbe penuria di materiali e di ricambi. Tra il 2002 e il 2006, la chiusura e la demolizione di oltre la metà delle centrali zuccheriere del Paese rete ferroviaria fece calare drasticamente il traffico di viaggiatori pendolari delle ferrovie ad esse connesse. Nonostante tali criticità il governo, a partire da 2009/2010 mise in atto iniziative atte a preservare o a ripristinare le ferrovie.
Dal 2000 in poi furono acquisite locomotive e vagoni provenienti da dismissioni delle ferrovie di Francia, Germania, Canada (5 locomotive RSC18), Spagna e Messico. Il 25 settembre 2007, nell'ambito della alleanza tra i governi di Hugo Chávez e Raúl Castro, gli investitori della Banca del Venezuela per Socio-Economic Development (BANDES) raggiunsero un accordo con Cuba per investire 100 milioni di dollari per migliorie e riparazioni delle infrastrutture della rete ferroviaria dell'isola. Il parco della ferrovia elettrica di Hershey venne rinnovato con 9 convogli automotori acquisiti dalle Ferrocarrils de la Generalitat de Catalunya (FGC). La Cina divenne uno dei principali fornitori di materiale ferroviario; nel 2006, Cuba ricevette 12 nuove locomotive cinesi di tipo DF7G-C da 2500 HP.
Tra il 2010 e il 2011 vennero eseguite importanti riparazioni su sezioni della ferrovia centrale, Cienfuegos-Santa Clara e di altri rami, utilizzando attrezzature acquistate in Cina, allo scopo di ripristinare la velocità di progetto sulla linea centrale e aumentare la velocità media nazionale di treni passeggeri a 100 km/h. Nel 2011, con l'abolizione del Ministero dello zucchero, furono unificate le ferrovie industriali (non considerate precedentemente di uso pubblico) nell'Union de Ferrocarriles de Cuba. Nel 2010 il Ministero dei Trasporti allocava il 69% dei suoi investimenti nelle ferrovie includendo acquisto di carrozze, vagoni merci, silos di cemento e l'implementazione di un nuovo sistema di telecomunicazioni wireless. Oltre a riparazioni del tracciato, 112 nuove locomotive furono acquistate tra il 2010 e 2012
Dal luglio 2011 la ferrovia statale è stata riorganizzata in quattro divisioni operative, Occidente (occidentale) Centro (centro), Centro Oeste (centro-est) e Oriente (Est), e tre società di supporto per la costruzione, la logistica e la produzione di materiale di costruzione.
Un progetto avviato negli anni ottanta e completato nel 2014 è la ferrovia a doppio binario tra l'Avana e il nuovo porto di Mariel della lunghezza di 65 km. Il percorso segue il tracciato della vecchia Ferrocarril de Guanajay anche se, al di fuori dell'abitato, tra le stazioni di El Cano e Almendares dell'Avana, passa per Bauta e Caimito e si biforca in Guanajay, al porto di container Mariel, sulla riva occidentale della baia. Da Guanajay parte un ramo per Artemisa fino ad incontrare il Ferrocarril del Oeste (ferrovia occidentale). La nuova ferrovia è utilizzata sia per il trasporto passeggeri e merci e ha permesso di integrare nella rete ferroviaria nazionale il porto di Mariel, l'unico, dei 6 porti di primaria importanza del paese, che non era ancora collegato.